# Bloléquin
Bloléquin este o comună din regiunea Cavally, Coasta de Fildeș.